# Вошіта (округ, Оклахома)
Шаблон:StateAbbr_ 35°17′ пн. ш. 98°59′ зх. д. / 35.29° пн. ш. 98.99° зх. д.
Округ  Вошіта (англ. Washita County) — округ (графство) у штаті  Оклахома, США. Ідентифікатор округу 40149.

## Історія
Округ утворений 1900 року.

## Демографія
За даними перепису 
2000 року 
загальне населення округу становило 11508 осіб, зокрема міського населення було 3018, а сільського — 8490.
Серед мешканців округу чоловіків було 5572, а жінок — 5936. В окрузі було 4506 домогосподарств, 3265 родин, які мешкали в 5452 будинках.
Середній розмір родини становив 3.
Віковий розподіл населення поданий у таблиці:
| Стать    | До 15 років | 15-21 | 22-29 | 30-39 | 40-49 | 50-65 | 65-85 | Понад 85 |
| -------- | ----------- | ----- | ----- | ----- | ----- | ----- | ----- | -------- |
| Чоловіки | 1251        | 584   | 433   | 712   | 863   | 847   | 790   | 92       |
| Жінки    | 1148        | 583   | 461   | 733   | 822   | 911   | 1043  | 235      |

## Суміжні округи
- Кастер — північ
- Каддо — схід
- Кайова — південь
- Бекгем — захід

## Виноски
1. ↑  U.S. Decennial Census. United States Census Bureau. Архів оригіналу за 4 квітня 2018. Процитовано 22 лютого 2015.
2. ↑  Historical Census Browser. University of Virginia Library. Архів оригіналу за 11 серпня 2012. Процитовано 22 лютого 2015.
3. ↑  Forstall, Richard L., ред. (27 березня 1995). Population of Counties by Decennial Census: 1900 to 1990. United States Census Bureau. Архів оригіналу за 19 лютого 2015. Процитовано 22 лютого 2015.
4. ↑  Census 2000 PHC-T-4. Ranking Tables for Counties: 1990 and 2000 (PDF). United States Census Bureau. 2 квітня 2001. Архів оригіналу (PDF) за 18 грудня 2014. Процитовано 22 лютого 2015.
5. ↑  State & County QuickFacts. United States Census Bureau. Архів оригіналу за 22 липня 2011. Процитовано 13 листопада 2013.(англ.) Наведено за англійською вікіпедією.
6. ↑  American FactFinder. Бюро перепису населення США. Архів оригіналу за 26 лютого 2012. Процитовано 31 січня 2008.

| США | Це незавершена стаття з географії США. Ви можете допомогти проєкту, виправивши або дописавши її. |